# Sahuarita
Sahuarita é uma vila localizada no estado americano do Arizona, no condado de Pima. Foi incorporada em 1994.

## Geografia
De acordo com o United States Census Bureau, a cidade tem uma área de 80,4 km², onde todos os 80,4 km² estão cobertos por terra.

### Localidades na vizinhança
O diagrama seguinte representa as localidades num raio de 32 km ao redor de Sahuarita.

## Demografia
Segundo o censo nacional de 2010, a sua população é de 25 259 habitantes e sua densidade populacional é de 314,2 hab/km². Possui 10 615 residências, que resulta em uma densidade de 132 residências/km².